# Nyakagunda
Nyakagunda är ett vattendrag i Burundi.   Det ligger i provinsen Cibitoke, i den nordvästra delen av landet, 70 km nordväst om huvudstaden Bujumbura.
Omgivningarna runt Nyakagunda är en mosaik av jordbruksmark och naturlig växtlighet. Runt Nyakagunda är det tätbefolkat, med 331 invånare per kvadratkilometer.